# Русановка (Санкт-Петербург)
Руса́новка — исторический район Санкт-Петербурга, находящийся в Невском районе Санкт-Петербурга, административно находится на территории муниципального округа Народный.
Район находится на крайнем юго-востоке Санкт-Петербурга, на правом берегу реки Невы между устьем реки Утки и Кольцевой автомобильной дорогой. Западной границей Русановки является Октябрьская набережная.

## История

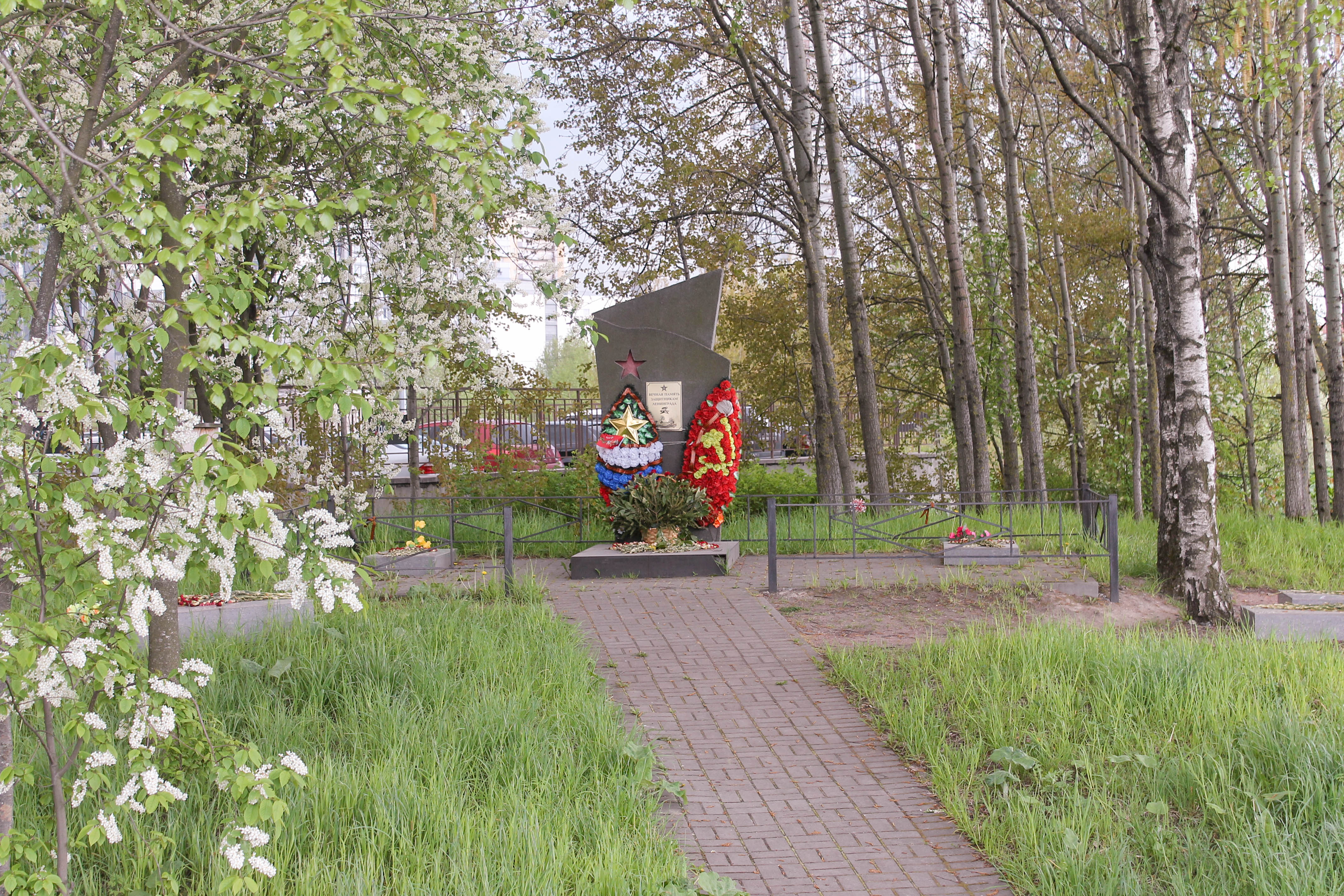
Воинский мемориал в Русановке

Название произошло от фамилии местных землевладельцев Русановых, владевших расположенным здесь лесопильным заводом в конце XIX века.
Ныне здесь располагается около 20 жилых многоэтажных домов, кафе, несколько магазинов, школа и детский сад.
В настоящее время в Русановке строится жилой комплекс «Ласточкино гнездо», состоящий из 11 многоэтажных жилых домов. Они располагаются на территориях воинской части вдоль Русановской улицы на обоих берегах реки Утки. После ввода домов в эксплуатацию население Русановки увеличится вдвое.
Название Русановки сохранено в названиях Русановского моста (через реку Утку по Октябрьской набережной) и Русановской улицы (центральной дороге Русановки).